# Ла-Е (Манш)
Ла-Е (фр. La Haye) — муніципалітет у Франції, у регіоні Нижня Нормандія, департамент Манш. Ла-Е утворено 1 січня 2016 року шляхом злиття муніципалітетів Бодревіль, Больвіль, Глатіньї, Ла-Е-дю-Пюї, Мобек, Монгардон, Сен-Ремі-де-Ланд, Сен-Семфор'ян-ле-Валуа i Сюрвіль. Адміністративним центром муніципалітету є Ла-Е-дю-Пюї.  Населення — 3971 особа (01.01.2021).